# 拉贝加省
拉贝加省（西班牙語：Provincia de La Vega，西班牙語發音：[la ˈβeɣa]）是多明尼加共和國中部的一個省。下轄4個自治市鎮（municipio），以及6個自治市政區（Municipal district），首府在拉贝加。

## 概述
在1992年之前，原行政區包括現在的主教·瑙黎省。拉贝加省為多國主要蔬菜種植地，高山蔬果花卉主要集中在康斯坦萨，亦為日本移民主要居住地，亦有多國的小瑞士之稱。

## 行政區

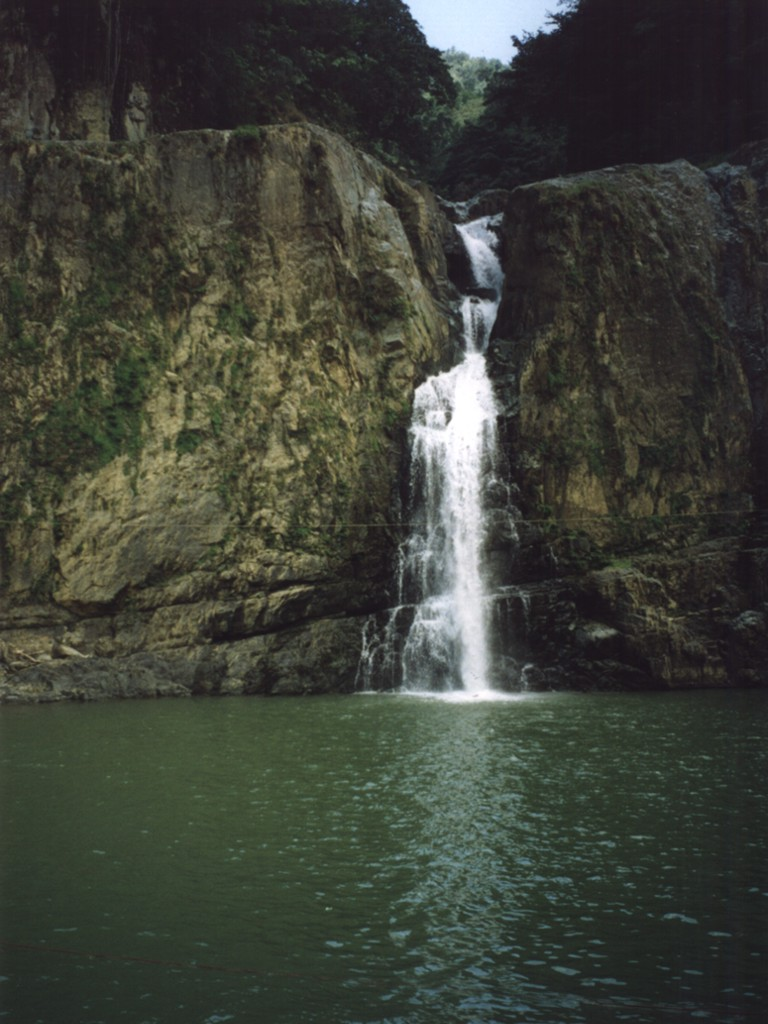
Jarabacoa境內的一處瀑布

| 市鎮名稱   | 總人口  | 城市人口 |
| ---------- | ------- | -------- |
| 拉贝加     | 339,145 | 153,016  |
| Constanza  | 69,804  | 47,560   |
| Jarabacoa  | 76,780  | 38,971   |
| Jima Abajo | 25,983  | 14,385   |